# Linum prostratum
Linum prostratum är en linväxtart som beskrevs av Domb. och Jean-Baptiste de Lamarck. Linum prostratum ingår i släktet linsläktet, och familjen linväxter. Utöver nominatformen finns också underarten L. p. parvum.